# John Cornforth
Sir John Warcup 'Kappa' Cornforth AC, CBE, FRS (Sydney, Austràlia 1917- Sussex, Anglaterra 2013) és un químic i professor universitari australià guardonat amb el Premi Nobel de Química l'any 1975.

## Biografia
Va néixer el 7 de setembre de 1917 a la ciutat australiana de Sydney, i durant la seva adolescència se li diagnosticà una sordesa profunda. Va estudiar a la Universitat de Sydney, on es graduà el 1937 en química orgànica. Posteriorment amplià els seus estudis a la Universitat d'Oxford, al Regne Unit, on es doctorà l'any 1941 sota la supervisió de Robert Robinson.
Després de la Segona Guerra Mundial fou nomenat director del Medical Research Council, i entre el 1962 i 1975 va dirigir el Laboratori Milstead d'enzimologia de la Companyia Shell. Posteriorment fou nomenat professor de química a la Universitat de Sussex. Fou nomenat Cavaller per la reina Elisabet II del Regne Unit l'any 1977.
Va morir el 8 de desembre a Sussex, Anglaterra a l'edat de 96 anys.

## Recerca científica
Durant la Segona Guerra Mundial quedà sorprès sobre els treballs realitzats al voltant de la penicil·lina. Col·laborant amb la companyia Glaxo, va elaborar un procediment pràctic d'obtenció de cortisona. Posteriorment va realitzar investigacions sobre l'aspectre estereoquímic de les reaccions enzimàtiques. Va establir la seqüència genètica de l'àcid mevalònic utilitzant tècniques de traçat radioactiu, així mateix va estudiar la biosíntesi dels àcid màlic i àcid cítric.
El 1975 fou guardonat amb la meitat del Premi Nobel de Química pels seus treballs sobre l'estereoquímica de les reaccions catalítiques dels enzims. L'altra meitat del premi recaigué en el químic suís Vladimir Prelog pels seus treballs sobre l'estereoquímica de molècules i les seves reaccions orgàniques.